# 18 Brygada Pancerna (Bundeswehra)
18 Brygada Pancerna „Holstein” (niem. Panzerbrigade 18) – pancerny związek taktyczny Bundeswehry.

## Struktura organizacyjna
| Organizacja PzBrig 18 w 1989 | Organizacja PzBrig 18 w 1989        | Organizacja PzBrig 18 w 1989 |
| Godło                        | Pododdział                          | Miejsce stacjonowania        |
| ---------------------------- | ----------------------------------- | ---------------------------- |
|                              | dowództwo brygady                   | Neumünster                   |
|                              | 181 batalion pancerny               | Neumünster                   |
|                              | 182 batalion grenadierów pancernych | Bad Segeberg                 |
|                              | 183 batalion pancerny               | Boostedt                     |
|                              | 184 batalion pancerny               | Boostedt                     |
|                              | 185 batalion artylerii              | Boostedt                     |